# Zaburzenia ruchowe
Zaburzenia ruchowe – grupa zaburzeń neurologicznych, których głównymi objawami są objawy ruchowe.
Zaliczają się do nich:
- akatyzja
- akinezja (brak ruchu)
- atetoza
- ataksja
- balizm
  - hemibalizm
- bradykinezja (spowolnienie ruchowe)
- pląsawica
  - pląsawica Sydenhama
  - pląsawica reumatyczna
  - choroba Huntingtona
- dystonia
  - dystonia mięśniowa
  - blepharospasm
  - kurcz pisarski
  - kręcz szyi (skręcania głowy i szyi)
- drgawki kloniczne mięśni
- choroba Parkinsona
- zespół niespokojnych nóg
- spastyczność
- stereotypowe zaburzenia ruchowe
- stereotypie
- dyskineza późna
- zaburzenia tikowe (przymusowe, kompulsywne, powtarzające się, stereotypowe)
  - zespół Tourette’a
- drżenie
  - drżenie spoczynkowe (4–8 Hz)
  - drżenie posturalne
  - drżenie kinetyczne
  - drżenie samoistne (zmienna amplituda, 6–8 Hz)
  - drżenie móżdżkowe (zmienna amplituda, 6–8 Hz)
  - drżenia parkinsonowskie (zmienna amplituda, 4–8 Hz)
  - drżenie fizjologiczne (niska amplituda, 10–12 Hz)
- choroba Wilsona

Przeczytaj ostrzeżenie dotyczące informacji medycznych i pokrewnych zamieszczonych w Wikipedii.